# Ungerns Grand Prix 2023
Ungerns Grand Prix 2023, officiellt Formula 1 Qatar Airways Hungarian Grand Prix 2023, var ett Formel 1-lopp som kördes den 31 juli 2023 på Hungaroring i Mogyoród, Ungern. Loppet var det tolfte loppet ingående i Formel 1-säsongen 2023 och kördes över 70 varv.

## Ställning i mästerskapet före loppet
| Pos. | Förare            | Poäng |
| ---- | ----------------- | ----- |
| 1 ▬  | Max Verstappen    | 255   |
| 2 ▬  | Sergio Pérez      | 156   |
| 3 ▬  | Fernando Alonso   | 137   |
| 4 ▬  | Lewis Hamilton    | 121   |
| 5 ▬  | Carlos Sainz, Jr. | 83    |

| Pos. | Konstruktör           | Poäng |
| ---- | --------------------- | ----- |
| 1 ▬  | Red Bull              | 411   |
| 2 ▬  | Mercedes              | 203   |
| 3 ▬  | Aston Martin-Mercedes | 175   |
| 4 ▬  | Ferrari               | 157   |
| 5 ▬  | McLaren-Mercedes      | 59    |

- Notering: Endast de fem bästa placeringarna i vardera mästerskap finns med på listorna.

## Kvalet
Kvalet ägde rum klockan 16:00 lokal tid (UTC +02:00) den 22 juli 2023 och varade i en timme. Lewis Hamilton för Mercedes tog sin första pole position sedan Saudiarabiens Grand Prix 2021 och tog därmed sin 104:e pole position.
| Pos.                    | Nr. | Förare           | Konstruktör                | Kvaltider | Kvaltider | Kvaltider | Start- grid |
| Pos.                    | Nr. | Förare           | Konstruktör                | Q1        | Q2        | Q3        | Start- grid |
| ----------------------- | --- | ---------------- | -------------------------- | --------- | --------- | --------- | ----------- |
| 1                       | 44  | Lewis Hamilton   | Mercedes                   | 1:18.577  | 1:17.427  | 1:16.609  | 1           |
| 2                       | 1   | Max Verstappen   | Red Bull Racing-Honda RBPT | 1:18.318  | 1:17.547  | 1:16.612  | 2           |
| 3                       | 4   | Lando Norris     | McLaren-Mercedes           | 1:18.697  | 1:17.328  | 1:16.694  | 3           |
| 4                       | 81  | Oscar Piastri    | McLaren-Mercedes           | 1:18.464  | 1:17.571  | 1:16.905  | 4           |
| 5                       | 24  | Zhou Guanyu      | Alfa Romeo-Ferrari         | 1:18.143  | 1:17.700  | 1:16.971  | 5           |
| 6                       | 16  | Charles Leclerc  | Ferrari                    | 1:18.440  | 1:17.580  | 1:16.992  | 6           |
| 7                       | 77  | Valtteri Bottas  | Alfa Romeo-Ferrari         | 1:18.775  | 1:17.563  | 1:17.034  | 7           |
| 8                       | 14  | Fernando Alonso  | Aston Martin-Mercedes      | 1:18.580  | 1:17.701  | 1:17.035  | 8           |
| 9                       | 11  | Sergio Pérez     | Red Bull Racing-Honda RBPT | 1:18.360  | 1:17.675  | 1:17.045  | 9           |
| 10                      | 27  | Nico Hülkenberg  | Haas-Ferrari               | 1:18.695  | 1:17.652  | 1:17.186  | 10          |
| 11                      | 55  | Carlos Sainz Jr. | Ferrari                    | 1:18.393  | 1:17.703  | N/A       | 11          |
| 12                      | 31  | Esteban Ocon     | Alpine-Renault             | 1:18.854  | 1:17.841  | N/A       | 12          |
| 13                      | 3   | Daniel Ricciardo | AlphaTauri-Honda RBPT      | 1:18.906  | 1:18.002  | N/A       | 13          |
| 14                      | 18  | Lance Stroll     | Aston Martin-Mercedes      | 1:18.782  | 1:18.144  | N/A       | 14          |
| 15                      | 10  | Pierre Gasly     | Alpine-Renault             | 1:18.743  | 1:18.217  | N/A       | 15          |
| 16                      | 23  | Alexander Albon  | Williams-Mercedes          | 1:18.917  | N/A       | N/A       | 16          |
| 17                      | 22  | Yuki Tsunoda     | AlphaTauri-Honda RBPT      | 1:18.919  | N/A       | N/A       | 17          |
| 18                      | 63  | George Russell   | Mercedes                   | 1:19.027  | N/A       | N/A       | 18          |
| 19                      | 20  | Kevin Magnussen  | Haas-Ferrari               | 1:19.206  | N/A       | N/A       | 19          |
| 20                      | 2   | Logan Sargeant   | Williams-Mercedes          | 1:19.248  | N/A       | N/A       | 20          |
| 107 %-gränsen: 1:23.613 |     |                  |                            |           |           |           |             |
| Källor:                 |     |                  |                            |           |           |           |             |

## Loppet
Loppet startade klockan 15:00 lokal tid (UTC+02:00) den 23 juli 2023 och kördes över 70 varv.
Max Verstappen vann loppet från den andra startrutan. Lando Norris och Sergio Pérez kom på andra respektive tredje plats. Båda Alpineförarna Pierre Gasly och Esteban Ocon kolliderade i första kurvan och tvingades bryta loppet.
Uppe på podiet råkade Norris ha sönder Verstappens pokal, en handgjord Herend värderad till runt 45 000 dollar.
| Pos.                                                                               | Nr. | Förare           | Konstruktör                  | Varv | Tid/Bröt        | Grid | Poäng |
| ---------------------------------------------------------------------------------- | --- | ---------------- | ---------------------------- | ---- | --------------- | ---- | ----- |
| 1                                                                                  | 1   | Max Verstappen   | Red Bull Racing-Honda RBPT   | 70   | 1:38:08.634     | 2    | 26    |
| 2                                                                                  | 4   | Lando Norris     | McLaren-Mercedes             | 70   | +33.731         | 3    | 18    |
| 3                                                                                  | 11  | Sergio Pérez     | Red Bull Racing-Honda RBPT   | 70   | +37.603         | 9    | 15    |
| 4                                                                                  | 44  | Lewis Hamilton   | Mercedes                     | 70   | +39.134         | 1    | 12    |
| 5                                                                                  | 81  | Oscar Piastri    | McLaren-Mercedes             | 70   | +1:02.572       | 4    | 10    |
| 6                                                                                  | 63  | George Russell   | Mercedes                     | 70   | +1:05.825       | 18   | 8     |
| 7                                                                                  | 16  | Charles Leclerc  | Ferrari                      | 70   | +1:10.317       | 6    | 6     |
| 8                                                                                  | 55  | Carlos Sainz Jr. | Ferrari                      | 70   | +1:11.073       | 11   | 4     |
| 9                                                                                  | 14  | Fernando Alonso  | Aston Martin Aramco-Mercedes | 70   | +1:15.709       | 8    | 2     |
| 10                                                                                 | 18  | Lance Stroll     | Aston Martin Aramco-Mercedes | 69   | +1 varv         | 14   | 1     |
| 11                                                                                 | 23  | Alexander Albon  | Williams-Mercedes            | 69   | +1 varv         | 16   |       |
| 12                                                                                 | 77  | Valtteri Bottas  | Alfa Romeo-Ferrari           | 69   | +1 varv         | 7    |       |
| 13                                                                                 | 3   | Daniel Ricciardo | AlphaTauri-Honda RBPT        | 69   | +1 varv         | 13   |       |
| 14                                                                                 | 27  | Nico Hülkenberg  | Haas-Ferrari                 | 69   | +1 varv         | 10   |       |
| 15                                                                                 | 22  | Yuki Tsunoda     | AlphaTauri-Honda RBPT        | 69   | +1 varv         | 17   |       |
| 16                                                                                 | 24  | Zhou Guanyu      | Alfa Romeo-Ferrari           | 69   | +1 varv         | 5    |       |
| 17                                                                                 | 20  | Kevin Magnussen  | Haas-Ferrari                 | 69   | +1 varv         | 19   |       |
| 18                                                                                 | 2   | Logan Sargeant   | Williams-Mercedes            | 67   | Överhettning    | 20   |       |
| DNF                                                                                | 31  | Esteban Ocon     | Alpine-Renault               | 2    | Kollisionsskada | 12   |       |
| DNF                                                                                | 10  | Pierre Gasly     | Alpine-Renault               | 1    | Kollisionsskada | 15   |       |
| Snabbaste varvet: Max Verstappen (Red Bull Racing-Honda RBPT) – 1:20.504 (varv 53) |     |                  |                              |      |                 |      |       |
| Källor:                                                                            |     |                  |                              |      |                 |      |       |